# Пауль, Яков Георгиевич
Яков Георгиевич Пауль (15 мая 1896 — 23 мая 1977) — один из первых лётчиков СССР, лётчик-испытатель 1 класса (1940), лётчик-инструктор, участник Первой Мировой войны, участник гражданской войны.

## Биография
Пауль Яков Георгиевич (нем. Yakov Paul, родился 15 мая 1896года в поселении (деревне) Брунненталь (нем.  Brunnental, позднее село Кривояр, Ровенского района Саратовской области) (по другим данным в поселении (деревне) Штреккерау, Самарская губерния (нем.  Streckerau, позднее село Новокаменка, Ровенского района Саратовской области) в семье русских немцев. Предки Паулей перешли в подданство Российской Империи в царствование Императрицы Екатерины II в 1767 году.
В 1914 году Я. Г. Пауль окончил Сердобское реальное училище.
В 1914 году поступил в Императорский лесной институт (ныне — Санкт-Петербургский государственный лесотехнический университет имени С. М. Кирова, г. Санкт-Петербург), где проучился до весны 1916 года.
В 1916 году окончил офицерские курсы авиации при Петроградском политехническом институте.
В армии с 1916 года.
Участвовал в Первой Мировой войне (звание унтер-офицер, 1916), летал на самолёте типа Voisin.
В 1917 году окончил Севастопольскую авиашколу.
Во время гражданской войны участвовал на «фарсальме» — «Фармане-30» с мотором «сальмсон» — в боях против армии Колчака (на Урале и в Сибири).
В начале 1920-х годов как лётчик-инструктор Высшей московской школы красных военных лётчиков учил молодых лётчиков летать на «дейчфоре». Выпускниками школы были лётчики В. П. Чкалов, М. М. Громов, Б. Н. Кудрин, Н. П. Шебанов, Н. И. Шведов и другие.
После окончания гражданской войны в 1922 году Я. Г. Пауль поступил в Московский Лесной Институт и в 1926 году, завершив обучение, получил свидетельство об окончании Ленинградского Лесного института с присвоением квалификации лесовода.
В 1925 году после расформирование Московской школы Я. Г. Пауль летал на лёгком самолёте «Конек-Горбунок» с механиком М. В. Водопьяновым в Средней Азии (мероприятия по борьбе с саранчей) .
Я. Г. Пауль приступил к работе в «Добролёт» в конце 1920-х. Летал на линии Москва-Ташкент на пассажирском «Юнкерсе Ю-13». В одном из полётов (26 сентября 1928 года) примерно через десять минут после взлёта фюзеляж его пассажирского самолёта был повреждён винтом и шасси другого пассажирского самолёта, пилотируемого лётчиком Э. И. Шварцем, который вылетел из г. Термез сразу после самолёта Я. Г. Пауля. Я. Г. Паулю сумел завершить полёт и совершить посадку в г. Ташкенте.
С 1932 года Я. Г. Пауль на летно-испытательной работе на авиазаводе в Тушино (проводил испытания серийных самолётов «Сталь-2», ДИ-6).
30 апреля 1933 года Я. Г. Пауль поднял в небо и провёл испытания самолёта «Сталь-3» А. И. Путилова.
В 1936 году Я. Г. Пауль окончил Московский авиационный институт по специальности «производство самолётов» (поступил в июне 1930 года).
В декабре 1938 года Я. Г. Пауль был уволен с авиазавода «по сокращению штатов» (как бывший унтер-офицер царской армии). 14 декабря 1938 года перед отъездом в Белоруссию на новое место работы Я. Г. Пауль встретил на аэродроме Ходынском аэродроме В. П. Чкалова, который выразил желание предотвратить увольнение, однако не смог этого сделать, так как ушёл из жизни на следующий день после этой встречи (15 декабря 1936 года).
C декабря 1938 года работал лесником в Беловежской Пуще (Белоруссия).
С 1940 года возвращается к летно-испытательной работе на авиазаводе № 81. Испытывает серийные самолёты ББ-22 (Як-2, «изделие 31»), предотвратил серьёзную аварию во время испытаний.
В декабре 1940 года Я. Г. Паулю присвоена квалификация лётчика-испытателя Первого класса.
После эвакуации авиазавода № 81 в г. Омск Пауль участвует в испытании серийных самолётов Ту-2 (1942 год), Як-7 и Як-9 (1943 год).
С августа 1944 г. работает на заводе № 456 М. А.П. в должности лётчика-испытателя 1-го класса.

## Семья
Родился в многодетной католической семье поволжских немцев (из девяти детей восемь — мальчики).
Брат — Пауль, Иван Георгиевич, директор Ишимбайского нефтяного техникума в 1963—1968 годах
Сестра — Пауль-Горст, Анна Георгиевна (1902—1984) — журналистка, общественный деятель, директор (ректор) Немпединститута (1930—1932), участница гражданской войны, участница III съезда РКСМ (Москва, 1920).
Был женат на Антонине (Нине) Ивановне Козыревой (Пауль), уроженке г. Камышина (23.06.1889, г. Камышин — 19.05.1982, г. Москва).
Дочь — Нина Яковлевна Щагина (Пауль, 1919- 06.09.1971 гг.), работала в КБ «Туполев».
Дочь — Варвара Яковлевна Егорова (Пауль) (24.09.1925, г. Москва — 20.09.1991, г. Москва) — сценарист-драматург научно-популярного кино, член московской профессиональной организации драматургов, в 1948 г. окончила РГУ имени И. М. Губкина и (позднее) Высшие курсы сценаристов и режиссёров ВГИК, работала на Центральной студии научно-популярных и учебных фильмов и центральном телевидении СССР, автор сюжетов киножурналов «Наука и техника», телевизионных программ «Здоровье», «В мире животных», «Клуб кинопутешественников», замужем за кинооператором и режиссёром-документалистом, работавшем на ЦСДФ, лауреатом государственной премии СССР (1978 г.), одним из создателей киножурнала «Фитиль», членом Союза кинематографистов СССР  Юрием Ивановичем Егоровым (16.02.1926, г. Москва-03.09.2006, г. Москва).
Внуки — Михаил Вячеславович Щагин (выпускник географического факультета МГУ) и Сергей Юрьевич Егоров (род. 28 апреля 1959 года, г. Москва), доктор биологических наук, выпускник биологического факультета МГУ, профессор МГУ.
Проживал с семьёй в г. Москва в доме, построенном в 1934 году для советских лётчиков (1-й Тверской-Ямской пер., д. 14) и в дачном посёлке «Авиаработник» (Московская обл., станция Полушкино).